# Altenwerder
Altenwerder, en baix alemany Oolwarder o Olenwarder, és un barri del districte d'Harburg que el 2016 tenia tres habitants, una població constant des de molts anys.

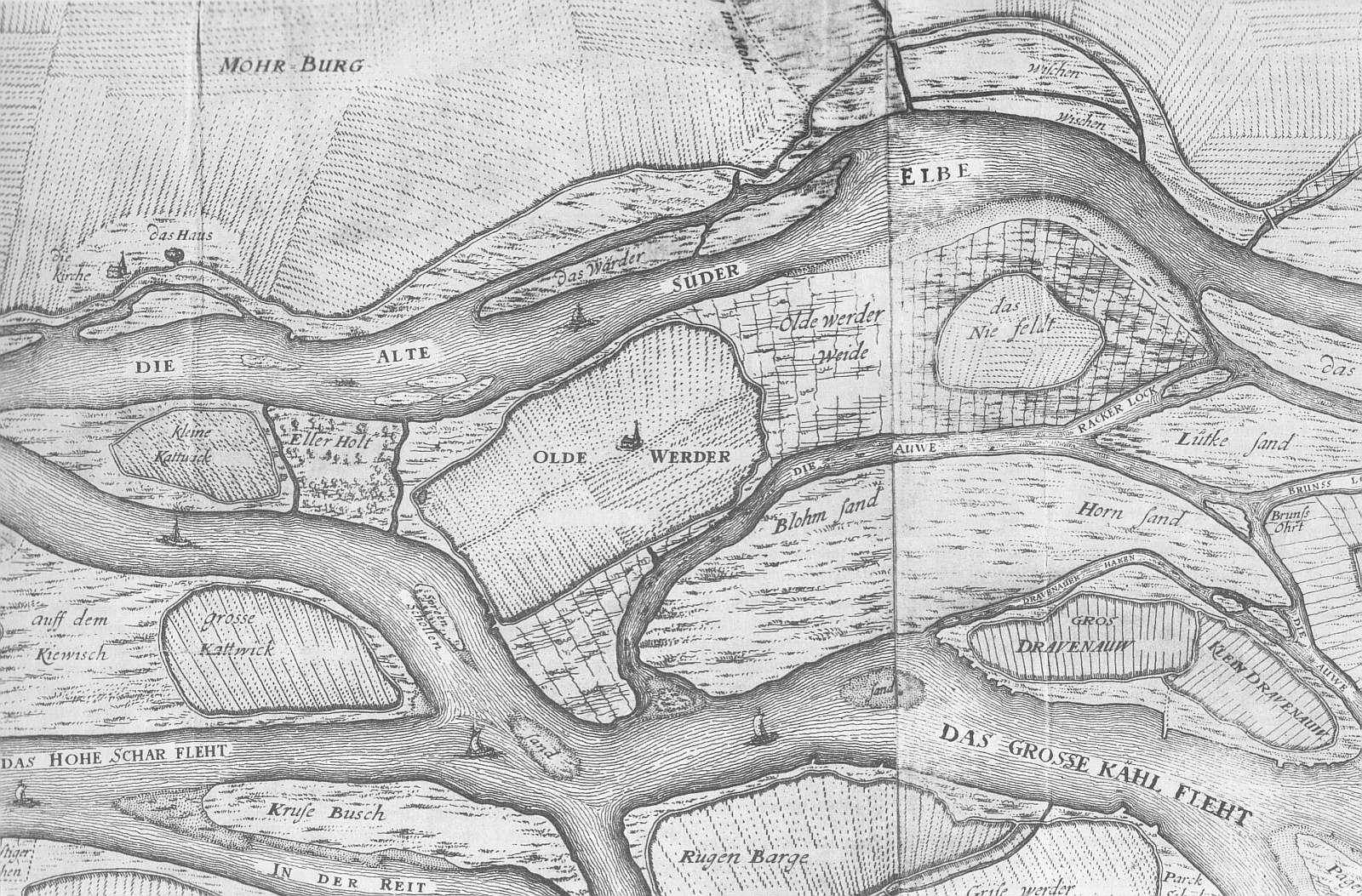
Olde Werder el 1702

Com el seu nom en -werder (del baix alemany warder per a illa fluvial) indica, és una illa al maresme de l'Elba, que va formar-se al segle xii quan la maror va trencar l'antiga illa de Gorieswerder per diversos braços nous de l'Elba, a uns tres metres sobre el nivell mitjà del mar. El prefis ool- o alten- significa vell, probablement en contrast amb l'illa veí de Finkenwerder, de colonització posterior.
El primer esment de Oldenwerdere data del 1250. Va ser un poble de conreadors i de pescadors de riu. La part occidental pertanyia a l'Arquebisbat de Bremen i la part oriental al Ducat de Brunsvic-Lüneburg. Després de la Guerra dels Trenta Anys l'arquebisbe va haver de cedir la seva part a Suècia i el 1714 ambdues parts de l'illa van escaure als Brunsvic-Lüneburg. Durant la reforma administrativa nazi, després de l'entrada en vigor de la Llei de l'àrea metropolitana d'Hamburg del 1937 va esdevenir territori hamburgués.
El 1961 comptava encara amb uns dos mil habitants. En aquest any es va decidir la llei d'eixample del Port d'Hamburg que va prohibir qualsevol construcció de cases noves i que va atorgar a la ciutat el dret de preempció. L'aiguat de 1962 no hi va causar víctimes, però molts danys materials i els agricultors van deixar de resistir a la venda de les terres. El 1998 se'n va anar el darrer veí. Els tres habitants actuals són l'alberguera i la seva família a l'estació de serveis i del restaurant de camioners. El 2002 va estrenar-se el nou terminal de contenidors, als marge d'un nou moll al Reiherstieg, aleshores un dels més moderns d'Europa. També hi ha l'estació de mercaderies més llarg del port, el Bahnhof Alte Süderelbe.

## Llocs d'interès
- L'església de Gertrudis de Nivelles, l'únic edifici de l'antic poble
- La terminal de contenidors CTA (Container Terminal Altenwerder), amb els seus carretons sense conductor

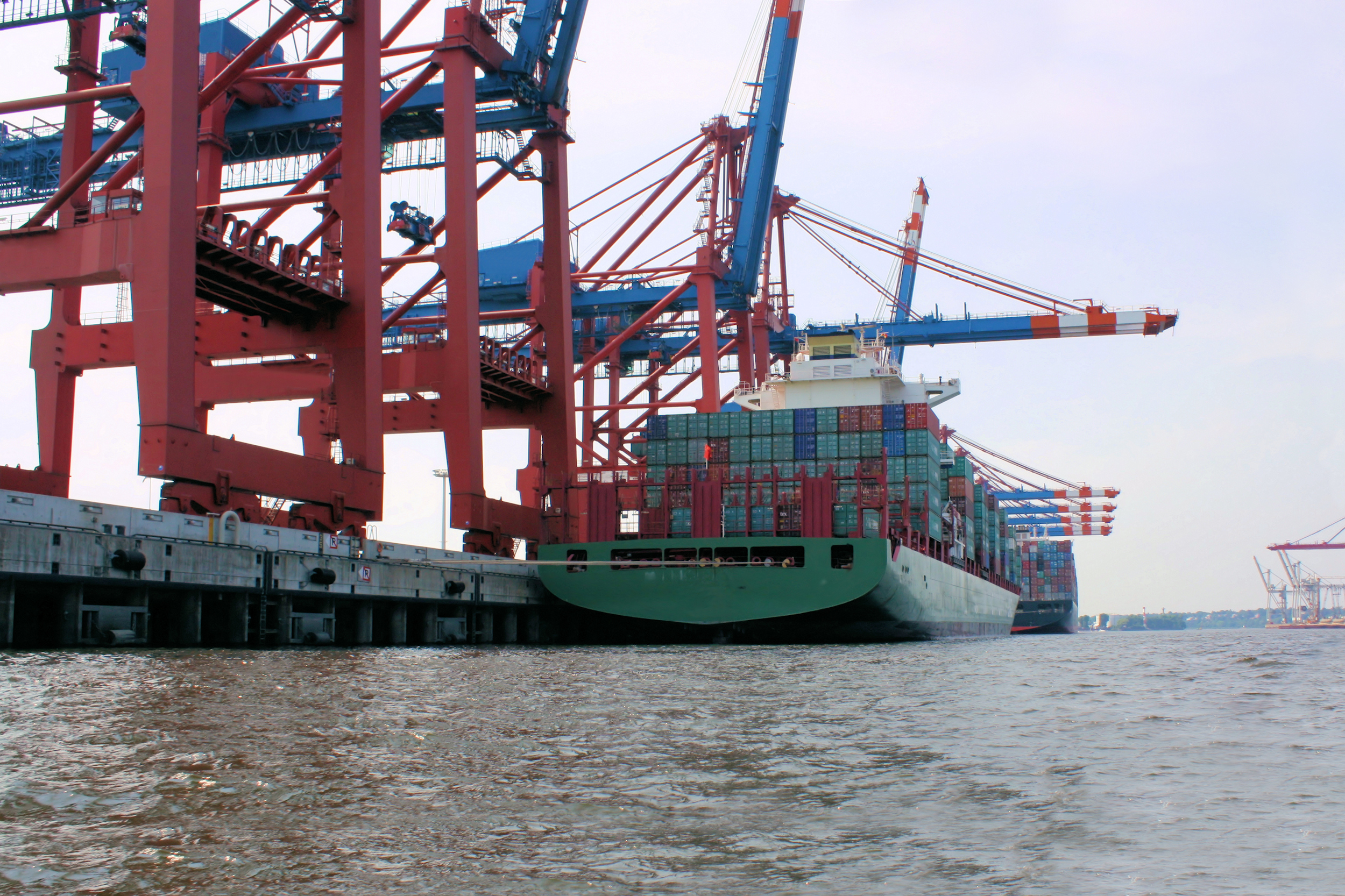
Terminal de contenidors al Reiherstieg
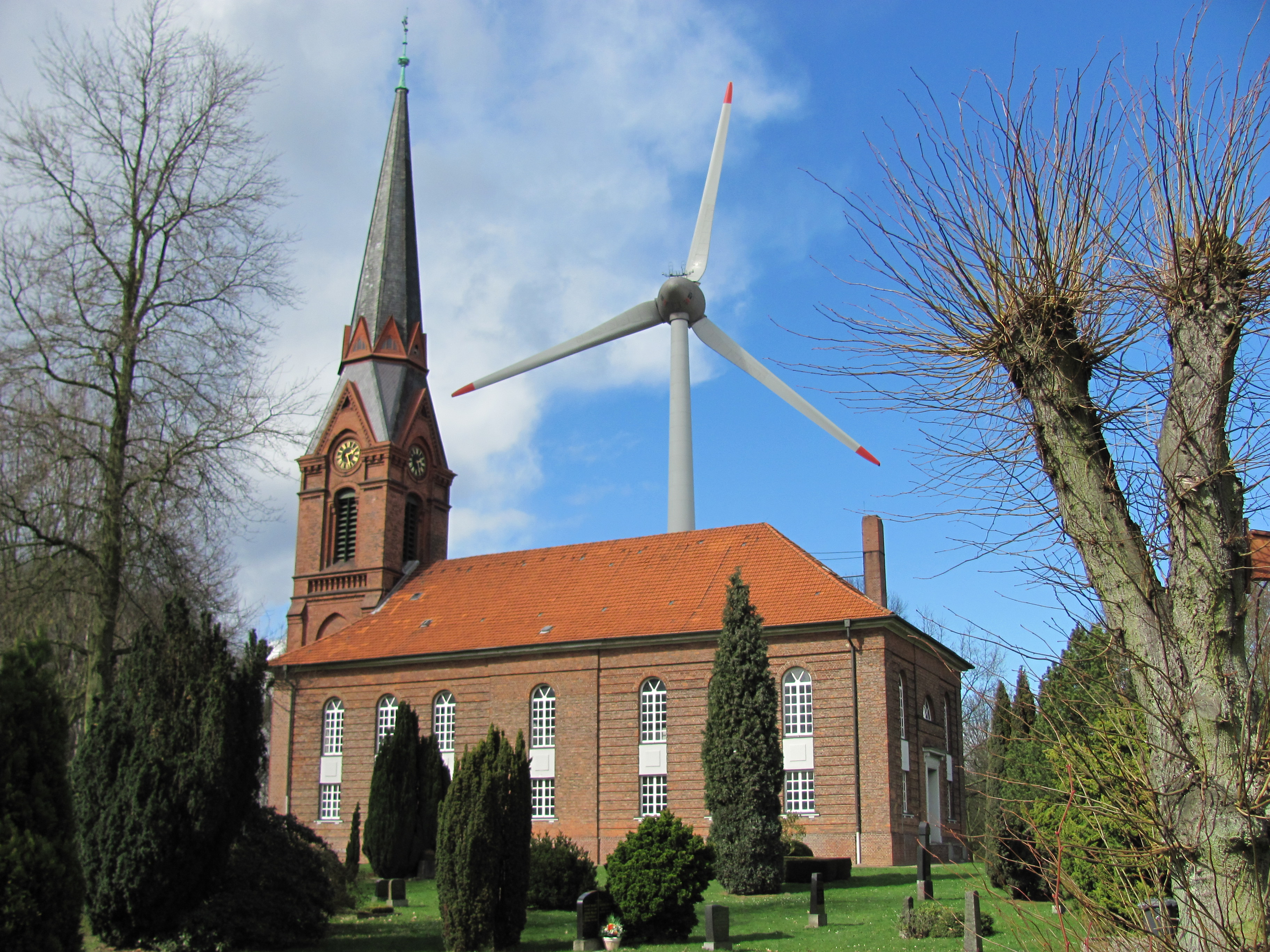
Església de Gertrudis i aerogenerador
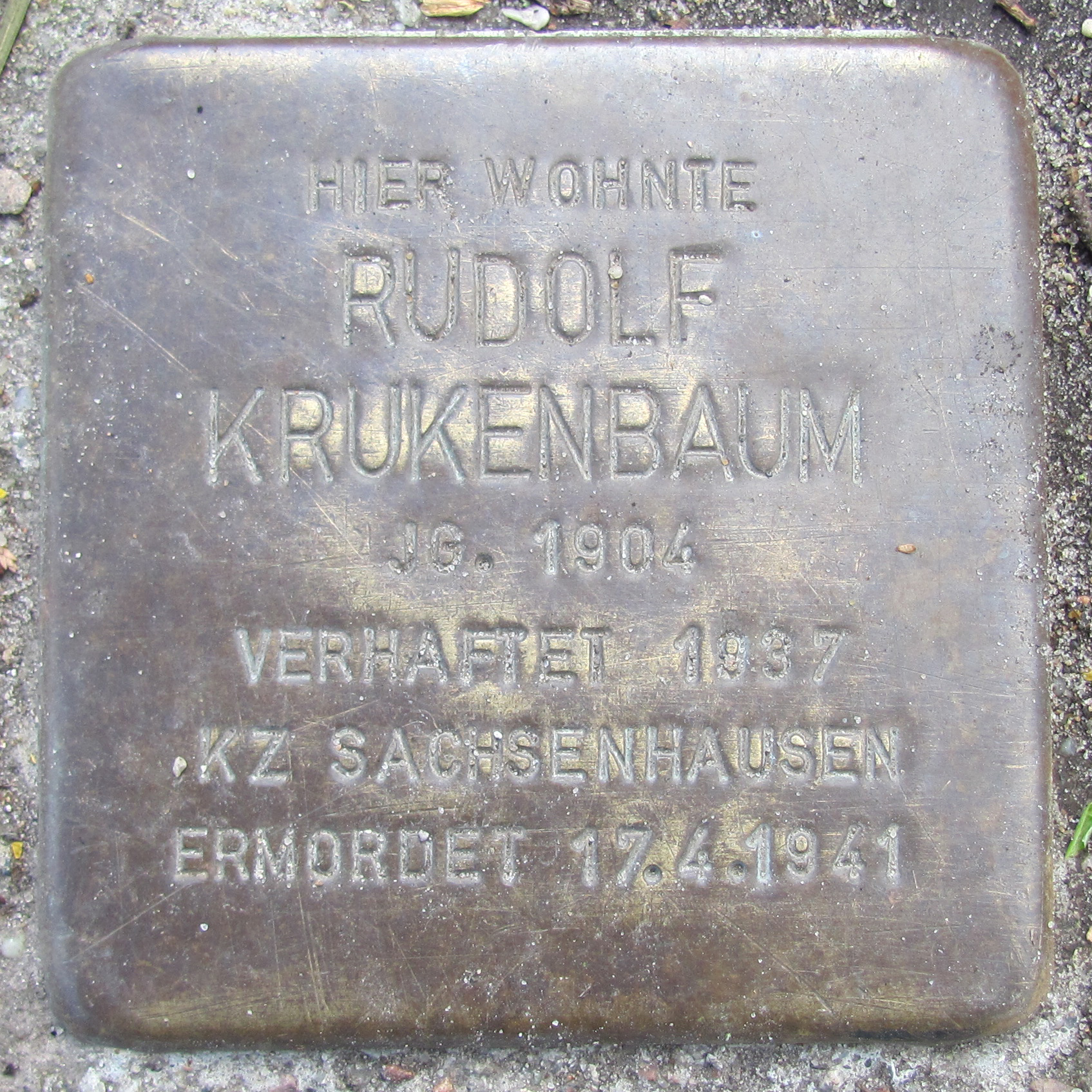
Stolperstein dedicat a Rudolf Krukenbaum, assassinat a Sachsenhausen
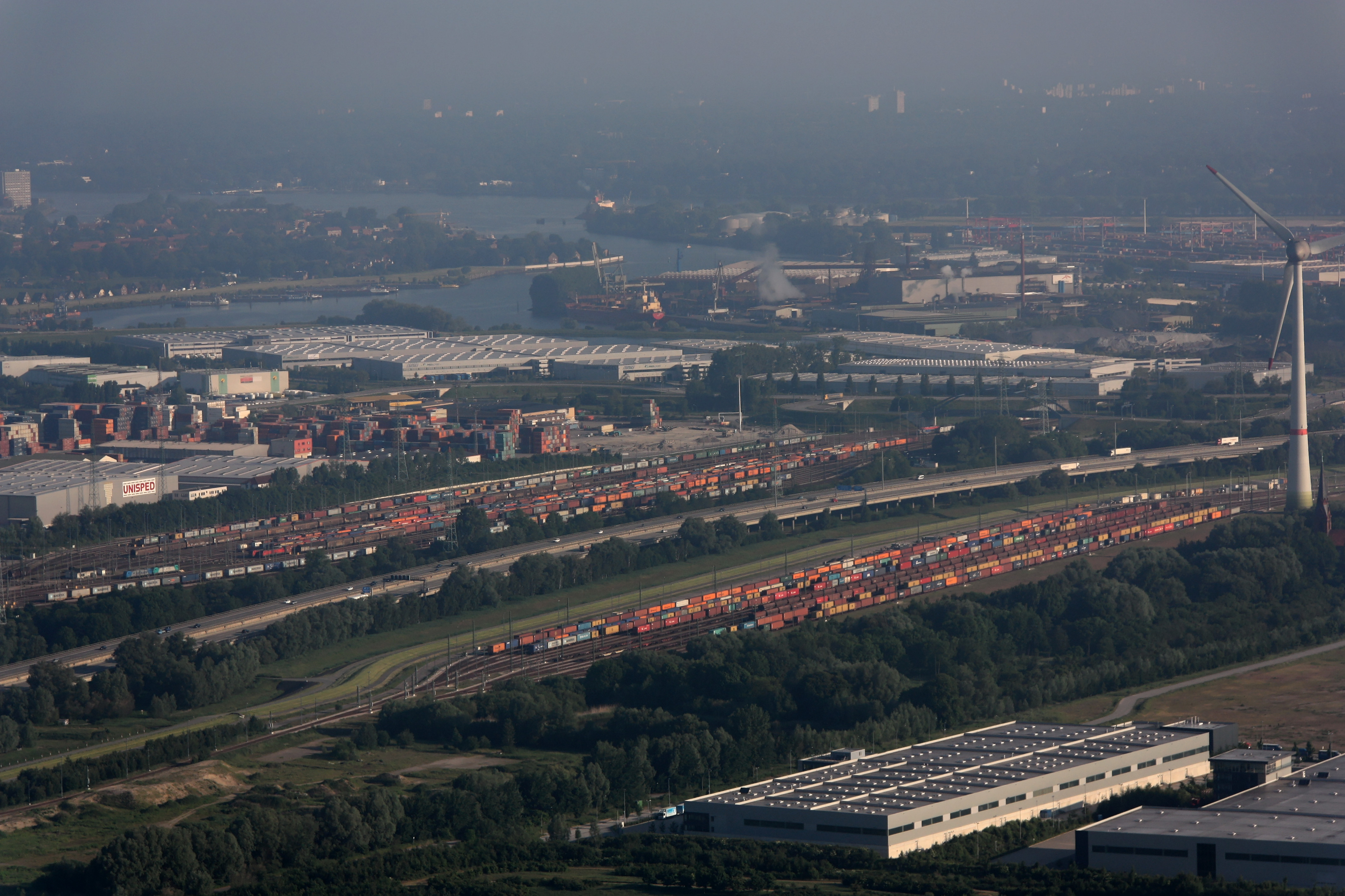
Estació Bahnhof Alte Süderelbe

## Enllaços i referències
A Wikimedia Commons hi ha contingut multimèdia relatiu a: Altenwerder

1. ↑  «Hochdeutsch-plattdeutsche Liste von Stadtteilen in Hamburg» (en alemany, baix alemany).   Fehrs-Gilde Gesellschaft für niederdeutsche Sprachpflege, Literatur und Sprachpolitik. [Consulta: 2 maig 2018].
2. ↑  «Der Norden zählt» Arxivat 2008-06-17 a Wayback Machine.,Hamburg, Statistikamt Nord, 2012
3. ↑  «earthtools.org». Arxivat de l'original el 2013-01-29. [Consulta: 31 gener 2021].
4. ↑  Tilgner, Daniel (red.). «Altenwerder». A: Hamburg von Altona bis Zollenspieker: Das Haspa-Handbuch für alle Stadtteile der Hansestadt (Hamburg de A d'Altona cap a Z de Zollenspiecker: el manual de l'Haspa de tots els barris de la ciutat hanseàtica) (en alemany).  Hamburg: Hoffmann & Campe, 2002, p. 88-93. ISBN 3-455-11333-8. «1184»